# Departure (serie televisiva)
Departure è una serie televisiva canadese creata da Vince Shiao, distribuita sulla piattaforma Global a partire dall'8 ottobre 2020.
È stato l'ultimo prodotto che vede la partecipazione dell'attore Christopher Plummer, morto poco dopo le riprese della seconda stagione.

## Trama
La serie segue le vicende dell'ispettrice Kendra Malley, capo della TSIB, la quale indaga su diversi incidenti. La prima stagione si concentra su un incidente aereo, la seconda su un incidente ferroviario mentre la terza e ultima serie sull'affondamento di un battello.

## Episodi
| Stagione         | Episodi | Pubblicazione |
| ---------------- | ------- | ------------- |
| Prima stagione   | 6       | 2020          |
| Seconda stagione | 6       | 2022          |
| Terza stagione   | 6       | 2023          |

## Personaggi

### Personaggi principali
- Kendra Malley, interpretata da Archie Panjabi e doppiata da Antonella Baldini: ispettrice di origini indiane, a capo della TSIB.
- Dominic Hayes, interpretato da Kris Holden-Ried e doppiato da Riccardo Scarafoni: collega di Kendra.
- Theo Barker, interpretato da Mark Rendall e doppiato da Alessio Puccio: giovane collega di Kendra alla TSIB.
- Howard Lawson (s.1-2), interpretato da Christopher Plummer e doppiato da Gianni Giuliano: il senior manager della TSIB e mentore di Kendra. L'attore non è comparso nella terza stagione a causa della sua morte, avvenuta poco dopo le riprese della seconda stagione.[4]
- Ag. Spec. Ellen Hunter (s.2-3), interpretata da Karen Le Blanc e doppiata da Alessandra Cassioli: agente FBI che collabora con Kendra nei casi

### Personaggi secondari

#### Prima stagione
- Richard Donovan, interpretato da Allan Hawco e doppiato da Domenico Strati: pilota dell'aereo schiantato.
- Madelyn Strong, interpretata da Rebecca Liddard e doppiata da Eleonora Reti: unica sopravvissuta del disastro aereo.
- Levi Hall, interpretato da Peter Mensah e doppiato da Massimo Bitossi: detective della TSIB.
- Janet Friel, interpretata da Claire Forlani e doppiata da Daniela Abbruzzese: agente MI5 assegnata alla TSIB per il caso.
- Pavel Bartok, interpretato da Sasha Roiz e doppiato da Francesco Prando: ricco proprietario della linea di aerei.
- AJ Malley, interpretato da Alexandre Bourgeois e doppiato da Emanuele Ruzza: figlio di Kendra.

#### Seconda stagione
- Max O'Neill, interpretato da Jason O'Mara e doppiato da Alberto Bognanni e Domenico Strati (solo ep.2x01): ricco uomo presente e sopravvissuto all'incidente del treno.
- Bill Ratch, interpretato da David Hewlett e doppiato da Stefano Alessandroni: tecnico del centro controllo dei treni.
- Jordan Cole, interpretato da Dion Johnstone e doppiato da Antonino Saccone: ricco uomo d'affari presidente di un'importante compagnia tecnologica.
- Lucas, interpretato da Etienne Kellici: bambino sopravvissuto al disastro ferroviario.
- Sceriffo McCullogh, interpretato da Donal Logue e doppiato da Pierluigi Astore: sceriffo della città in cui avviene l'incidente ferrioviario.
- Diana Bright, interpretata da Wendy Crewson e doppiata da Cristina Boraschi: donna che sta per diventare governatrice dello stato del Minnesota.
- Richard Bright, interpretato da Charlie Carrick e doppiato da Marco Vivio: figlio di Diana.
- Rose Tate, interpretata da Florence Ordesh: donna che collaborava con Jordan Cole.

#### Terza stagione
- Ziggy Renard, interpretato da Romaine Waite e doppiato da Simone Crisari.
- Linda Halley, interpretata da Lauren Lee Smith e doppiata da Benedetta Degli Innocenti.
- Cole Banks, interpretato da Eric McCormack e doppiato da Francesco Prando.
- Jada Collins, interpretata da Shailyn Pierre-Dixon e doppiata da Sara Labidi.
- Michelle, interpretato da Cihang Ma e doppiato da Margherita De Risi.

## Produzione
Le riprese della prima stagione si sono svolte tra l'Ontario e Londra. La terza e ultima stagione è stata girata principalmente a St. John's.

## Accoglienza
La serie ha ricevuto un'accoglienza del 38% di gradimento su Rotten Tomatoes.